# Tope Folarin
Oluwabusayo Temitope Folarin, Tope Folarin (Ogden, 1981) es un escritor nigeriano-estadounidense galardondo en 2013 con el Premio Caine y nominado al mismo premio en 2016 con su relato Genesis.

## Biografía
Sus padres son inmigrantes nigerianos, nació en Utah y greció en Grand Prairie, Texas desde los catorce años.
Estudió en el Morehouse College, el Bates College y la Universidad de Ciudad del Cabo, y regresó para licenciarse en Morehouse. Más tarde, hizo un curso de verano en Harvard y un máster en estudios africanos en la Universidad de Oxford.
En la actualidad vive en Washington D. C..

## Novela
- A Particular Kind of Black Man, 2019